# 산드라 누름살루
산드라 누름살루(Sandra Nurmsalu, 1988년 12월 6일 ~ )는 에스토니아의 바이올리니스트이다. 어번 심포니 활동을 한 것으로 잘 알려져 있다. 2012년에는 솔로 음반 Rändajad의 발매를 시작으로 솔로 활동을 시작하였다.